# Bryolymnia roma
Bryolymnia roma là một loài bướm đêm trong họ Noctuidae.